# Eerste klasse (2024/2025)
Belgian Pro League 2024/2025 (nl: Eerste klasse; fr.: Championnat de Belgique de football; de: Pro League) (oficjalnie znana jako Jupiler Pro League ze względów sponsorskich) 122. edycja najwyższej klasy rozgrywkowej piłki nożnej w Belgii.
Brało w niej udział 16 drużyn, które w okresie od 26 lipca 2024 do 25 maja 2025 rozegrały w dwóch fazach 40 kolejek meczów.
Sezon zakończyly baraże o miejsce w przyszłym sezonie w Pro League i w Lidze Konferencji.
Obrońcą tytułu była drużyna Club Brugge. Mistrzostwo po raz dwunasty w historii zdobyła drużyna Union SG.

## Format rozgrywek
Po sezonie zasadniczym sześć najlepszych drużyn kwalifikuje się do baraży o mistrzostwo (potocznie zwanych „Play-offs I”), zaś drużyny z miejsc od 7 do 12 do baraży o Ligę Konferencji (potocznie zwanych „Play-offs II”). Liczba drużyn spadających z ligi wzrasta z jednej do dwóch lub trzech. Cztery ostatnie drużyny (od 13 do 16) rozgrywają baraże o utrzymanie, po których zakończeniu dwie ostatnie drużyny spadają bezpośrednio, a drużyna z 14. miejsca zagra z trzecią drużyną Challenger Pro League o ostatnie miejsce w belgijskiej Pro League 2024/25.

## Uczestniczące drużyny
| Uczestnicy poprzedniej edycji | Uczestnicy poprzedniej edycji | Uczestnicy poprzedniej edycji | Uczestnicy poprzedniej edycji |
| --- | ----------------------------- | ----------------------------- | ----------------------------- |
| CLB | Club Brugge                   | Brugia                        | 1                             |
| USG | Union SG                      | Saint-Gilles                  | 2                             |
| AND | RSC Anderlecht                | Anderlecht                    | 3                             |
| CER | Cercle Brugge                 | Brugia                        | 4                             |
| GNK | KRC Genk                      | Genk                          | 5                             |
| ANT | Royal Antwerp                 | Antwerpia                     | 6                             |
| KAA | KAA Gent                      | Gandawa                       | 7                             |
| KVM | KV Mechelen                   | Mechelen                      | 8                             |
| STR | Sint-Truiden                  | Sint-Truiden                  | 9                             |
| OHL | OH Leuven                     | Heverlee                      | 10                            |
| STL | Standard Liège                | Liège                         | 11                            |
| WES | KVC Westerlo                  | Westerlo                      | 12                            |
| CHA | Charleroi                     | Charleroi                     | 13                            |
| po barażach |                               |                               |                               |
| KVK | Kortrijk                      | Kortrijk                      | 14                            |
| Awans z Challenger Pro League |                               |                               |                               |
| BEE | Beerschot VA                  | Antwerpia                     | 1                             |
| DEN | Dender                        | Denderleeuw                   | 2                             |
| Oznaczenia: - kolumna pierwsza – skróty nazw drużyn, - kolumna trzecia – siedziba klubu, - kolumna czwarta – miejsce zajęte w poprzednim sezonie. |                               |                               |                               |

## Faza zasadnicza

### Tabela
| Lp. | Drużyna         | M  | Z  | R  | P  | B+ | B– | +/– | Pkt | Kwalifikacja  |
| --- | --------------- | -- | -- | -- | -- | -- | -- | --- | --- | ------------- |
| 1   | Genk (Z)        | 30 | 21 | 5  | 4  | 55 | 33 | +22 | 68  | play-offs I   |
| 2   | Club Brugge     | 30 | 17 | 8  | 5  | 65 | 36 | +29 | 59  | play-offs I   |
| 3   | Union SG        | 30 | 15 | 10 | 5  | 49 | 25 | +24 | 55  | play-offs I   |
| 4   | Anderlecht      | 30 | 15 | 6  | 9  | 50 | 27 | +23 | 51  | play-offs I   |
| 5   | Antwerp         | 30 | 12 | 10 | 8  | 47 | 32 | +15 | 46  | play-offs I   |
| 6   | Gent            | 30 | 11 | 12 | 7  | 41 | 33 | +8  | 45  | play-offs I   |
| 7   | Standard Liège  | 30 | 10 | 9  | 11 | 22 | 35 | −13 | 39  | play-offs II  |
| 8   | Mechelen        | 30 | 10 | 8  | 12 | 45 | 40 | +5  | 38  | play-offs II  |
| 9   | Westerlo        | 30 | 10 | 7  | 13 | 50 | 49 | +1  | 37  | play-offs II  |
| 10  | Royal Charleroi | 30 | 10 | 7  | 13 | 36 | 36 | 0   | 37  | play-offs II  |
| 11  | OH Leuven       | 30 | 8  | 13 | 9  | 28 | 33 | −5  | 37  | play-offs II  |
| 12  | Dender          | 30 | 8  | 8  | 14 | 33 | 51 | −18 | 32  | play-offs II  |
| 13  | Cercle Brugge   | 30 | 7  | 11 | 12 | 29 | 44 | −15 | 32  | play-offs III |
| 14  | Sint-Truiden    | 30 | 7  | 10 | 13 | 41 | 56 | −15 | 31  | play-offs III |
| 15  | Kortrijk        | 30 | 7  | 5  | 18 | 28 | 55 | −27 | 26  | play-offs III |
| 16  | Beerschot       | 30 | 3  | 9  | 18 | 26 | 60 | −34 | 18  | play-offs III |

1. ↑  Zwycięzca sezonu regularnego ma zapewniony występ w kwalifikacjach Ligi Europy UEFA.

### Wyniki
| Gospodarz \ Gość | AND | ANT | BEE | CER | CHA | CLU | DEN | GNK | GNT | KOR | MEC | OHL | STR | STA | USG | WES |
| ---------------- | --- | --- | --- | --- | --- | --- | --- | --- | --- | --- | --- | --- | --- | --- | --- | --- |
| Anderlecht       |     | 2–0 | 2–1 | 3–0 | 0–0 | 0–3 | 2–3 | 0–2 | 6–0 | 4–0 | 4–1 | 1–1 | 1–0 | 3–0 | 0–2 | 2–2 |
| Antwerp          | 1–2 |     | 5–0 | 3–0 | 1–3 | 2–1 | 1–1 | 2–2 | 0–1 | 2–1 | 0–1 | 2–2 | 6–1 | 3–0 | 2–0 | 3–2 |
| Beerschot        | 2–1 | 1–1 |     | 3–2 | 1–1 | 2–2 | 1–2 | 3–4 | 0–0 | 2–2 | 1–0 | 0–0 | 0–3 | 0–0 | 0–4 | 1–2 |
| Cercle Brugge    | 0–5 | 0–0 | 4–1 |     | 2–0 | 1–3 | 0–0 | 2–3 | 2–1 | 1–2 | 1–0 | 1–0 | 1–1 | 1–1 | 0–0 | 1–1 |
| Royal Charleroi  | 0–1 | 0–1 | 3–0 | 1–1 |     | 1–1 | 5–0 | 1–1 | 1–0 | 1–0 | 0–1 | 0–2 | 2–1 | 1–1 | 1–2 | 1–0 |
| Club Brugge      | 2–1 | 1–0 | 4–2 | 3–0 | 4–2 |     | 4–1 | 2–0 | 2–4 | 1–1 | 1–1 | 1–0 | 7–0 | 1–2 | 1–1 | 4–3 |
| Dender           | 1–1 | 1–3 | 0–0 | 0–1 | 1–0 | 1–2 |     | 0–1 | 0–0 | 4–1 | 2–5 | 1–1 | 2–1 | 0–2 | 0–0 | 1–0 |
| Genk             | 2–0 | 2–0 | 1–0 | 2–1 | 3–0 | 3–2 | 4–0 |     | 0–0 | 3–2 | 2–1 | 2–0 | 3–2 | 0–0 | 2–1 | 1–0 |
| Gent             | 1–0 | 1–1 | 3–2 | 1–1 | 1–1 | 1–1 | 1–2 | 0–2 |     | 1–2 | 2–0 | 3–0 | 2–0 | 5–0 | 1–3 | 4–1 |
| Kortrijk         | 0–2 | 1–2 | 1–0 | 1–1 | 0–1 | 0–3 | 0–3 | 2–1 | 0–1 |     | 3–1 | 2–0 | 1–1 | 1–0 | 1–2 | 1–2 |
| Mechelen         | 1–3 | 1–1 | 3–0 | 2–0 | 5–2 | 1–2 | 2–1 | 1–2 | 3–3 | 3–0 |     | 5–0 | 1–1 | 0–0 | 1–1 | 2–4 |
| OH Leuven        | 0–0 | 1–1 | 2–0 | 1–1 | 1–0 | 0–1 | 3–2 | 3–1 | 0–0 | 1–1 | 1–0 |     | 3–2 | 2–0 | 1–1 | 0–0 |
| Sint-Truiden     | 0–2 | 1–1 | 2–0 | 1–1 | 1–4 | 2–2 | 3–3 | 2–2 | 1–1 | 4–2 | 2–1 | 2–1 |     | 1–2 | 0–0 | 2–0 |
| Standard Liège   | 0–2 | 0–0 | 1–0 | 1–0 | 2–1 | 1–0 | 1–0 | 1–2 | 0–1 | 1–0 | 0–0 | 1–1 | 2–1 |     | 0–0 | 1–2 |
| Union SG         | 0–0 | 2–1 | 3–1 | 1–3 | 1–0 | 2–2 | 4–1 | 4–0 | 0–0 | 3–0 | 0–1 | 1–0 | 2–1 | 3–0 |     | 3–1 |
| Westerlo         | 2–0 | 1–2 | 2–2 | 3–0 | 1–3 | 1–2 | 2–0 | 1–2 | 2–2 | 4–0 | 1–1 | 1–1 | 1–2 | 4–2 | 4–3 |     |

1. ↑  Mecz 9. kolejki (29.09) między Antwerp a Beerschot został przerwany w 75. minucie przy wyniku 4–0, przez kibiców gości, którzy rzucili racę na płytę boiska[8]. Zgodnie z zasadami Pro League mecz miał zostać wznowiony przy pustych trybunach 30 września lub 1 października, ale Beerschot zdecydował się oddać mecz walkowerem[9]. 30 września Pro League nałożyła na Beerschot karę pieniężną w wysokości 50 000 euro za nieprawidłowości, a 4 października 2024 r. Prokuratura Belgijskiego Związku Piłki Nożnej nałożyła na klub dodatkową karę pieniężną w wysokości 10 000 euro, a ponadto zakazała Beerschot wyjazdów kibiców na trzy kolejne mecze (w Kortrijk, Mechelen i Anderlecht)[10][11].

## Faza finałowa

### Play-offs I
Sześć najlepszych drużyn sezonu zasadniczego rozgrywa turniej systemem kołowym, każda drużyna zaczyna z połową punktów zdobytych w sezonie zasadniczym. Punkty są zaokrąglane w górę.
| Lp. | Drużyna         | M  | Z | R | P | B+ | B– | +/– | BP | Pkt | Kwalifikacja                                  |  | USG | CLU | GNK | AND | ANT | GNT |
| --- | --------------- | -- | - | - | - | -- | -- | --- | -- | --- | --------------------------------------------- |  | --- | --- | --- | --- | --- | --- |
| 1   | Union SG (M)    | 10 | 9 | 1 | 0 | 22 | 3  | +19 | 28 | 56  | Liga Mistrzów UEFA • Faza ligowa              |  |     | 0–0 | 1–0 | 2–0 | 5–1 | 3–1 |
| 2   | Club Brugge (P) | 10 | 7 | 2 | 1 | 21 | 6  | +15 | 30 | 53  | Liga Mistrzów UEFA • III runda kwalifikacyjna |  | 0–1 |     | 1–0 | 2–0 | 1–1 | 4–1 |
| 3   | Genk (Z)        | 10 | 4 | 1 | 5 | 14 | 11 | +3  | 34 | 47  | Liga Europy UEFA • Runda play-off             |  | 1–2 | 0–2 |     | 2–1 | 0–1 | 4–0 |
| 4   | Anderlecht      | 10 | 3 | 1 | 6 | 12 | 13 | −1  | 26 | 36  | Liga Europy UEFA • II runda kwalifikacyjna    |  | 0–1 | 1–3 | 1–2 |     | 0–0 | 5–0 |
| 5   | Antwerp (B)     | 10 | 2 | 3 | 5 | 10 | 18 | −8  | 23 | 32  |                                               |  | 0–4 | 2–3 | 1–1 | 1–3 |     | 0–1 |
| 6   | Gent            | 10 | 1 | 0 | 9 | 4  | 32 | −28 | 23 | 26  |                                               |  | 0–3 | 0–5 | 1–4 | 0–1 | 0–3 |     |

### Play-offs II
Drużyny z miejsc od 7 do 12 grają w turnieju kołowym, każda drużyna zaczyna z połową punktów zdobytych w sezonie zasadniczym. Punkty są zaokrąglane w górę.
| Lp. | Drużyna                | M  | Z | R | P | B+ | B– | +/– | BP | Pkt | Kwalifikacja                                    |     | CHA | WES | MEC | DEN | STA | OHL |
| --- | ---------------------- | -- | - | - | - | -- | -- | --- | -- | --- | ----------------------------------------------- | --- | --- | --- | --- | --- | --- | --- |
| 7   | Royal Charleroi (B, O) | 10 | 6 | 3 | 1 | 19 | 10 | +9  | 19 | 40  | Liga Konferencji UEFA • II runda kwalifikacyjna |     |     | 4–3 | 3–0 | 4–1 | 1–0 | 2–1 |
| 8   | Westerlo               | 10 | 3 | 5 | 2 | 19 | 16 | +3  | 19 | 33  |                                                 |     | 2–2 |     | 2–2 | 4–2 | 0–0 | 2–2 |
| 9   | Mechelen               | 10 | 2 | 6 | 2 | 17 | 17 | 0   | 19 | 31  |                                                 | 1–1 | 2–3 |     | 5–2 | 0–0 | 1–1 |     |
| 10  | Dender                 | 10 | 3 | 4 | 3 | 20 | 21 | −1  | 16 | 29  |                                                 | 2–1 | 1–0 | 2–2 |     | 1–1 | 5–0 |     |
| 11  | Standard Liège         | 10 | 0 | 7 | 3 | 5  | 8  | −3  | 20 | 27  |                                                 | 0–1 | 1–1 | 2–2 | 0–0 |     | 0–1 |     |
| 12  | OH Leuven              | 10 | 1 | 5 | 4 | 11 | 19 | −8  | 19 | 27  |                                                 | 0–0 | 0–2 | 1–2 | 4–4 | 1–1 |     |     |

### Play-offs III
Cztery najgorsze drużyny po sezonie zasadniczym grają w barażach o utrzymanie, w turnieju rozgrywanym w systemie każdy z każdym, w którym rozpoczynają z pełną liczbą punktów zdobytych w sezonie zasadniczym. Zespoły, które na zakończenie play-offów o utrzymanie zajmą trzecie i czwarte miejsce, zostaną zdegradowane do Challenger Pro League na sezon 2024/25. Zespół, który zajmie drugie miejsce, zmierzyć się ze zwycięzcą barażu w Challenger Pro League o awans.
| Lp. | Drużyna              | M | Z | R | P | B+ | B– | +/– | BP | Pkt | Kwalifikacja lub spadek         |  | STR | CER | KOR | BEE |
| --- | -------------------- | - | - | - | - | -- | -- | --- | -- | --- | ------------------------------- |  | --- | --- | --- | --- |
| 13  | Sint-Truiden         | 5 | 3 | 0 | 2 | 7  | 8  | −1  | 31 | 40  |                                 |  |     | 3–1 | 0–3 | 2–1 |
| 14  | Cercle Brugge (B, O) | 5 | 2 | 1 | 2 | 8  | 9  | −1  | 32 | 39  | baraż o Pro League              |  | 3–1 |     | 0–2 | 2–1 |
| 15  | Kortrijk (S)         | 5 | 3 | 1 | 1 | 10 | 6  | +4  | 26 | 36  | spadek do Challenger Pro League |  | 2–2 | 2–2 |     | 3–2 |
| 16  | Beerschot (S)        | 5 | 1 | 0 | 4 | 6  | 8  | −2  | 18 | 21  | spadek do Challenger Pro League |  | 0–1 | 4–2 | 2–0 |     |

## Baraż o Ligę Konferencji
Royal Charleroi wygrał 2-1 z Antwerp baraż o miejsce w Lidze Konferencji UEFA na sezon 2025/2026.
| 29 maja 2025 | Antwerp          | 1:2   | Royal Charleroi                         |                                                                 |
| 18:30 CEST   | Mohamed Bayo 86' | (0:0) | 61' Check Keita · 90+5' Parfait Guiagon | Bosuilstadion, Antwerpia Widzów: 14 000 Sędzia: Erik Lambrechts |

## Baraż o Pro League
W barażach o awans/spadek udział wzięły cztery najlepsze drużyny Challenger Pro League, które nie awansowały bezpośrednio. Zwykle byłyby to drużyny z pozycji od 3 do 6, ale ponieważ Club NXT (6., drużyna U23) i Lokeren-Temse (7., bez licencji) nie kwalifikowały się, ostatnie miejsce zajął kolejny najlepszy zespół Lierse (8.). 
Lokeren-Temse po odwołaniu się od decyzji Komisji Licencyjnej uzyskał możliwość zagrania baraży.
Cercle Brugge wygrał 8-2 dwumecz z Patro Eisden Maasmechelen finał baraży o miejsce w Pro League na sezon 2025/2026, rozegrany między czterema drużynami Challenger Pro League i jedną z Pro League.
|  |          |                           |          |                           |          |   |   |       |               |       |                           |       |               |   |                    |                    |                    |                    |                    |
|  | półfinał | półfinał                  | półfinał | półfinał                  | półfinał |   |   | finał | finał         | finał | finał                     | finał |               |   | baraż o utrzymanie | baraż o utrzymanie | baraż o utrzymanie | baraż o utrzymanie | baraż o utrzymanie |
|  | półfinał | półfinał                  | półfinał | półfinał                  | półfinał |   |   | finał | finał         | finał | finał                     | finał |               |   | baraż o utrzymanie | baraż o utrzymanie | baraż o utrzymanie | baraż o utrzymanie | baraż o utrzymanie |
|  |          |                           |          |                           |          |   |   |       |               |       |                           |       |               |   |                    |                    |                    |                    |                    |
|  |          |                           |          |                           |          |   |   |       |               |       |                           |       |               |   |                    |                    |                    |                    |                    |
|  | 7        | Lokeren-Temse             | 2        | 2                         | 4        |   |   |       |               |       |                           |       |               |   |                    |                    |                    |                    |                    |
|  | 7        | Lokeren-Temse             | 2        | 2                         | 4        |   |   |       |               |       |                           |       |               |   |                    |                    |                    |                    |                    |
|  | 3        | RWD Molenbeek             | 0        | 3                         | 3        |   |   |       |               |       |                           |       |               |   |                    |                    |                    |                    |                    |
|  | 3        | RWD Molenbeek             | 0        | 3                         | 3        |   |   | 7     | Lokeren-Temse | 1     | 1                         | 2     |               |   |                    |                    |                    |                    |                    |
|  |          |                           |          |                           |          |   |   | 7     | Lokeren-Temse | 1     | 1                         | 2     |               |   |                    |                    |                    |                    |                    |
|  |          |                           | 5        | Patro Eisden Maasmechelen | 2        | 1 | 3 |       |               | 5     | Patro Eisden Maasmechelen | 1     | 1             | 2 |                    |                    |                    |                    |                    |
|  | 5        | Patro Eisden Maasmechelen | 5        | Patro Eisden Maasmechelen | 2        | 1 | 3 | 3     | 2             | 5     | Patro Eisden Maasmechelen | 1     | 1             | 2 | 5                  |                    |                    |                    |                    |
|  | 5        | Patro Eisden Maasmechelen |          |                           |          |   |   |       |               |       |                           | 14    | Cercle Brugge | 5 | 5                  | 3                  | 8                  |                    |                    |
|  | 4        | SK Beveren                | 2        | 1                         | 3        |   |   |       |               |       |                           | 14    | Cercle Brugge | 5 |                    | 3                  | 8                  |                    |                    |
|  | 4        | SK Beveren                | 2        | 1                         | 3        |   |   |       |               |       |                           |       |               |   |                    |                    |                    |                    |                    |

| 24 kwietnia 2025 | Lokeren-Temse                              | 2:0   | RWD Molenbeek |                                                                |
| 20:30 CEST       | Xavier Preijs 10' (sam.) · Jonas Vinck 14' | (2:0) |               | Daknamstadion, Lokeren Widzów: 2676 Sędzia: Massimiliano Ledda |

| 27 kwietnia 2025 | RWD Molenbeek                                                                 | 3:2   | Lokeren-Temse                             |                                                                               |
| 19:15 CEST       | Mickaël Biron 35' (k) · Vitor Hugo Morais de Oliveira 54' · Gaëtan Robail 72' | (1:0) | 86' Radja Nainggolan · 89' Samuel Ntamack | Stade Edmond Machtens, Molenbeek-Saint-Jean Widzów: 2869 Sędzia: Klass Clerkx |

| 24 kwietnia 2025 | Patro Eisden Maasmechelen                   | 3:2 | SK Beveren                             |                                                                 |
| 20:30 CEST       | Vicky Kiankaulua 25' · Adnane Abid 40', 51' |     | 38' Lennart Mertens · 73' Laurent Jans | Patrostadion, Maasmechelen Widzów: 1011 Sędzia: Wesli De Cremer |

| 27 kwietnia 2025 | SK Beveren          | 1:2 | Patro Eisden Maasmechelen               |                                                                 |
| 19:15 CEST       | Lennart Mertens 87' |     | 34' Vicky Kiankaulua · 57' Stef Peeters | Freethiel Stadion, Beveren Widzów: 4346 Sędzia: Kevin Van Damme |

| 3 maja 2025 | Lokeren-Temse          | 1:2   | Patro Eisden Maasmechelen |                                                          |
| 16:00 CEST  | Samuel Ntamack 63' (k) | (0:1) | 34', 78' Simon Bammens    | Daknamstadion, Lokeren Widzów: 5062 Sędzia: Bert Verbeke |

| 11 maja 2025 | Patro Eisden Maasmechelen | 1:1   | Lokeren-Temse             |                                                                  |
| 16:00 CEST   | Kevin Kis 38'             | (1:1) | 5' (k) Sebastiaan Brebels | Patrostadion, Maasmechelen Widzów: 2385 Sędzia: Nathan Verboomen |

| 18 kwietnia 2025 | Patro Eisden Maasmechelen | 1:5   | Cercle Brugge                                                                        |                                                                 |
| 19:15 CEST       | Vancy Mabanza 90+3'       | (0:2) | 8' Lawrence Agyekum · 25', 51' Paris Brunner · 58' Felipe Augusto · 84' Thibo Somers | Patrostadion, Maasmechelen Widzów: 5000 Sędzia: Nicolas Laforge |

| 23 kwietnia 2025 | Cercle Brugge                                                                   | 3:1   | Patro Eisden Maasmechelen  |                                                           |
| 20:45 CEST       | Flávio Nazinho 5' · Felipe Augusto 24' (k) · Erick Nunes Barbosa dos Santos 78' | (2:0) | 67' Jellert Van Landschoot | Jan Breydel Stadion, Brugia Widzów: 7732 Sędzia: Wim Smet |

## Najlepsi strzelcy
| Bramki | Strzelcy           | Drużyna         |
| ------ | ------------------ | --------------- |
| 21     | Tolu Arokodare     | Genk            |
| 21     | Adriano Bertaccini | Sint-Truiden    |
| 19     | Promise David      | Union SG        |
| 18     | Kasper Dolberg     | Anderlecht      |
| 16     | Christos Dzolis    | Club Brugge     |
| 16     | Franjo Ivanović    | Union SG        |
| 16     | Nikola Štulić      | Royal Charleroi |
| 14     | Tjaronn Chery      | Antwerp         |
| 14     | Daan Heymans       | Royal Charleroi |
| 13     | Matija Frigan      | Westerlo        |
| 13     | Benito Raman       | Mechelen        |
| 11     | Vincent Janssen    | Antwerp         |

Źródło: .

## Stadiony
| Anderlecht                  |
| --------------------------- |
| Stade Constant Vanden Stock |
|                             |

| Antwerp       |
| ------------- |
| Bosuilstadion |
|               |

| Beerschot         |
| ----------------- |
| Olympisch Stadion |
|                   |

| Cercle Brugge Club Brugge |
| ------------------------- |
| Jan Breydel Stadion       |
|                           |

| Royal Charleroi            |
| -------------------------- |
| Stade du Pays de Charleroi |
|                            |

| Dender                  |
| ----------------------- |
| Florent Beeckmanstadion |
|                         |

| Genk          |
| ------------- |
| Cristal Arena |
|               |

| Gent           |
| -------------- |
| Ghelamco Arena |
|                |

| Kortrijk             |
| -------------------- |
| Guldensporen Stadion |
|                      |

| Mechelen          |
| ----------------- |
| Achter de Kazerne |
|                   |

| OH Leuven         |
| ----------------- |
| Stadion Den Dreef |
|                   |

| Union SG            |
| ------------------- |
| Stade Joseph Marien |
|                     |

| Sint-Truiden |
| ------------ |
| Stayen       |
|              |

| Standard Liège         |
| ---------------------- |
| Stade Maurice Dufrasne |
|                        |

| Westerlo   |
| ---------- |
| Het Kuipje |
|            |

Źródło: .